# Địa lý Bhutan

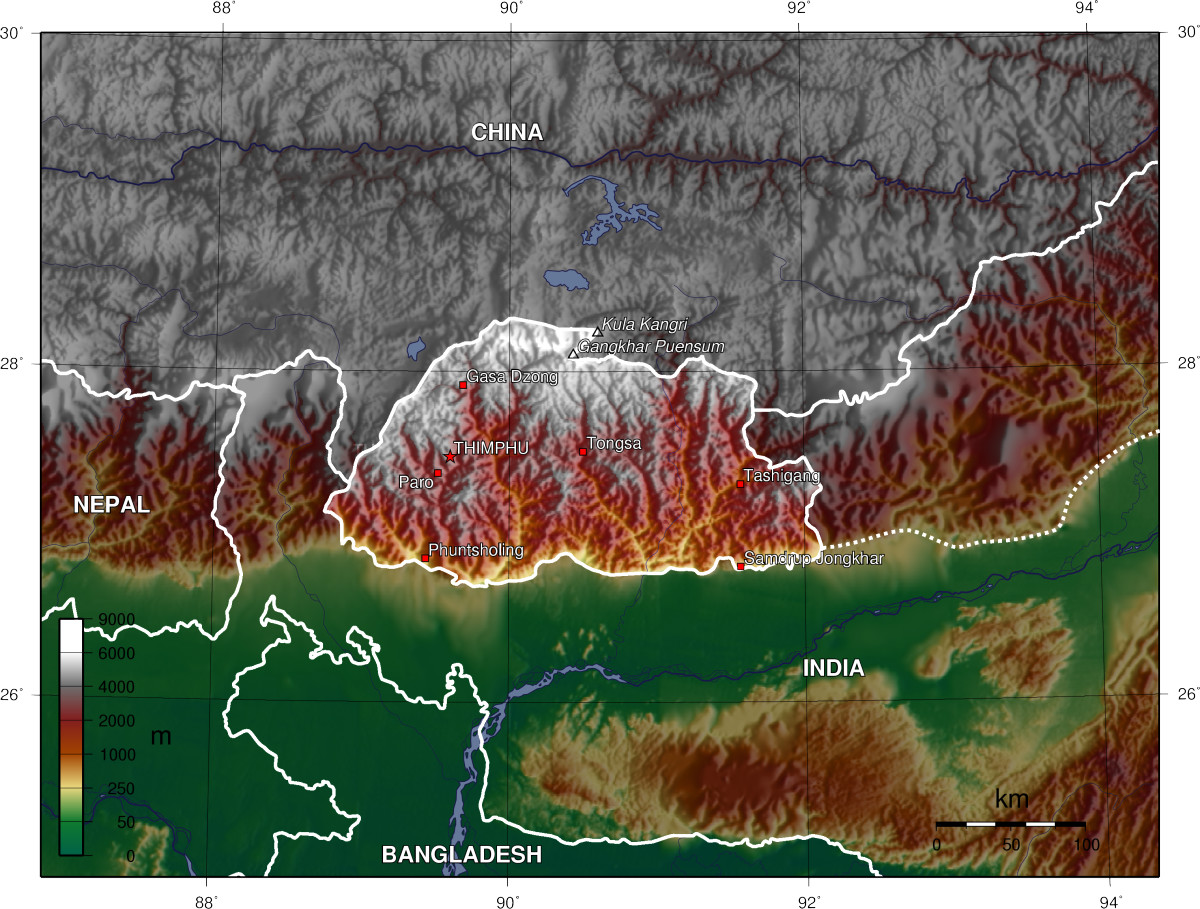
Bản đồ địa hình Bhutan

Bhutan là một quốc gia có chủ quyền nằm ở ngã tư đường giữa Đông Á và Nam Á, nằm về phía cực đông của dãy núi Himalaya. Quốc gia này nằm khá đều giữa lãnh thổ có chủ quyền của hai quốc gia: đầu tiên là Cộng hòa Nhân dân Trung Hoa (PRC) ở phía bắc và tây bắc. Có khoảng 477 km (296 dặm) đường biên giới với Khu tự trị Tây Tạng (TAR) của quốc gia này, hay đơn giản là Tây Tạng. Quốc gia thứ hai là Cộng hòa Ấn Độ ở phía nam, tây nam và đông; có khoảng 659 km (409 dặm) với các tiểu bang Arunachal Pradesh, Assam, Tây Bengal và Sikkim, theo thứ tự theo chiều kim đồng hồ tính từ vương quốc. Tổng chiều dài biên giới của Bhutan là khoảng 1.139 kilômét (708 mi). Cộng hòa Nepal ở phía tây, Cộng hòa Nhân dân Bangladesh ở phía nam và Liên bang Myanmar ở phía đông nam là những nước láng giềng gần khác; the former two are separated by only very small stretches of Indian territory.
Bhutan là một quốc gia nội lục rất nhỏ gọn, nhưng chiều dài chỉ dài hơn chiều rộng một chút. Tổng diện tích lãnh thổ của quốc gia này là khoảng 38.394 kilômét vuông (14.824 dặm vuông Anh). Do tình trạng không giáp biển, nằm sâu trong đất liền nên Bhutan không có vùng lãnh hải. Lãnh thổ của Bhutan từng mở rộng về phía nam vào Assam ngày nay, bao gồm cả Vùng bảo hộ Koch Bihar, nhưng bắt đầu từ năm 1772, Công ty Đông Ấn Anh (EIC) bắt đầu đẩy lùi biên giới thông qua một số cuộc chiến tranh và hiệp ước, làm giảm đáng kể diện tích của Bhutan cho đến Hiệp ước Sinchula năm 1865, khi một số vùng đất biên giới được nhượng lại. Sau đó, nhiều vùng lãnh thổ này đã bị mất vĩnh viễn vào tay Ấn Độ thuộc Anh theo Hiệp ước Punakha và ngày nay vẫn là một phần của Ấn Độ hiện đại.

## Địa lý chính trị
Bhutan được chia thành 20 dzongkhags (huyện), và tiếp tục thành 205 gewogs (khối làng). Gewogs lần lượt được chia thành nhiều thromdes (đô thị) để quản lý.

## Địa lý tự nhiên

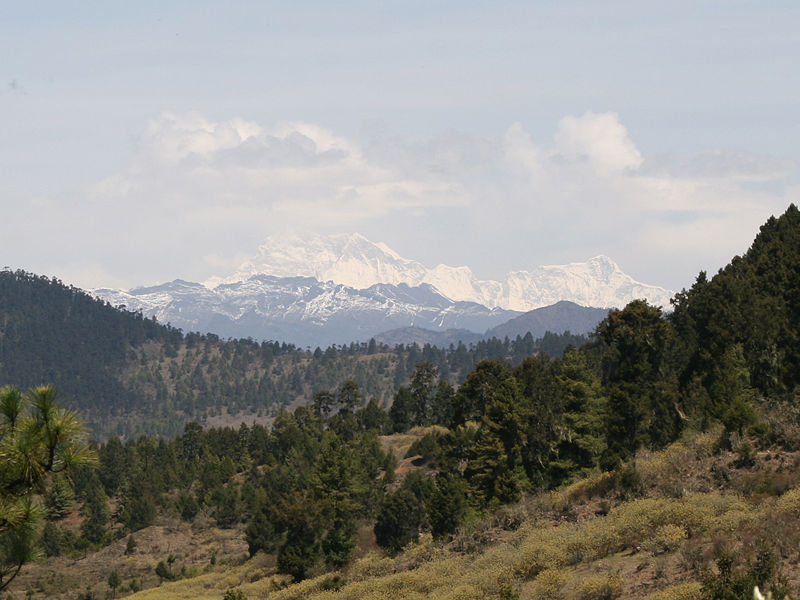
Gangkhar Puensum từ Ura La, Bhutan

Dãy núi Himalaya của Bhutan thống trị phía bắc của đất nước, nơi các đỉnh núi có thể dễ dàng đạt tới độ cao 7.000 mét (22.966 ft); điểm cao nhất ở Bhutan là Gangkhar Puensum, được xem là ngọn núi cao nhất chưa được chinh phục trên thế giới, cao 7.570 mét (24.840 ft). Thời tiết ở vùng núi rất khắc nghiệt: các đỉnh núi cao có tuyết rơi liên tục, và các ngọn núi thấp hơn và hẻm núi có gió mạnh quanh năm, khiến chúng trở thành đường hầm gió cằn cỗi vào mùa hè và vùng đất hoang đóng băng vào mùa đông. Các trận bão tuyết phát sinh ở phía bắc mỗi mùa đông thường trôi dạt về phía nam vào vùng cao nguyên trung tâm.
Bên dưới lớp đá và băng của những đỉnh núi cao nhất là một vòng cung rộng lớn của cây bụi và đồng cỏ núi cao Himalaya phía Đông, ngoài đồng cỏ còn có nhiều loại đỗ quyên và cây thân thảo. 
Vùng Cao nguyên là phần đông dân nhất của quốc gia; thủ đô Thimphu nằm ở phía tây. Khu vực này được đặc trưng bởi nhiều con sông (chảy vào Brahmaputra của Ấn Độ), các thung lũng biệt lập là nơi sinh sống của hầu hết dân số và những khu rừng rộng lớn bao phủ bảy mươi phần trăm quốc gia. Cao nguyên có rừng lá kim cận núi cao Đông Himalaya ở độ cao cao hơn và rừng lá rộng Đông Himalaya ở độ cao thấp hơn. Mùa đông lạnh, mùa hè nóng; mùa mưa đi kèm với lở đất tần suất cao.
Các thung lũng của Bhutan được liên kết bởi một loạt các đèo ("La" trong tiếng Dzongkha). Giữa thung lũng Haa và Thung lũng Paro là Chele La (3.780 mét (12,402 ft)). Chele La vượt qua cao nhất vượt qua bởi một đường cao tốc Bhutan. Con đường bên kia từ Thimphu đến Punakha đi qua Dochu La (3.116 mét (10.223 ft)), có 108 phù đồ được xây dựng để kỷ niệm việc trục xuất du kích Assam. Phía đông của Wangdue Phodrang là Pele La (3.390 mét (11,122 ft)). Tiếp tục về phía đông dọc theo đường cao tốc chính, các đường chính khác bao gồm Yotang La, Shertang La, Wangthang La, Thrumshing La và Kori La (2.298 mét (7,539 ft)).
Dải cực nam của quốc gia bao gồm chủ yếu là rừng lá rộng cận nhiệt đới Himalaya phân thành các vùng đồng bằng nhiệt đới của sa mạc Terai-Duar và đồng cỏ, điển hình hơn của Ấn Độ. Nó chủ yếu là đất nông nghiệp, sản xuất chủ yếu là gạo. Chỉ có hai phần trăm của Bhutan là đất canh tác, với phần lớn tập trung ở đây.
Nhiều thế kỷ của chủ nghĩa phong tỏa, dân số nhỏ, và những thái cực địa hình đã dẫn đến việc Bhutan duy trì một trong những hệ sinh thái nguyên vẹn nhất trên thế giới. Đất nước này nằm trong số mười quốc gia hàng đầu thế giới về mật độ loài (độ phong phú loài trên một đơn vị diện tích). Hơn năm mươi lăm giống thực vật tồn tại, bao gồm khoảng ba trăm loại thuốc. Hơn 770 loài động vật có vú và hơn 165 loài động vật có vú được biết là tồn tại, bao gồm nhiều loài quý hiếm và đang bị đe dọa như gấu trúc đỏ, báo tuyết và voọc vàng.

## Vị trí chiến lược
Bhutan, nằm giữa Ấn Độ và Trung Quốc, là một chiến trường Trung-Ấn tiềm năng; Ấn Độ hiện đang có ảnh hưởng chính trị hơn trong cả nước. Điều này xuất phát từ hai điều: thực tế là sau khi người Anh cấp chủ quyền cho tài sản Nam Á của họ, Bhutan, một người bảo hộ, chưa bao giờ được chính quyền Ấn Độ, trừ Chính sách đối ngoại của nước này theo Hiệp ước Ấn-Bhutan năm 1949. Quân đội Ấn Độ tuần tra tuần tra Bhutan và đóng một vai trò quan trọng trong sự phát triển cơ sở hạ tầng đường bộ của đất nước. Ngoài ra, Chính phủ Ấn Độ tiếp tục cung cấp khoảng 60% tài chính của chính phủ Bhutan.

## Khí hậu

Bản đồ khí hậu Köppen của Bhutan

Khí hậu của Bhutan đa dạng như độ cao của nó và, giống như Ấn Độ, bị ảnh hưởng bởi gió mùa. Tây Bhutan đặc biệt bị ảnh hưởng bởi gió mùa mang lại từ 60 đến 90% lượng mưa của khu vực. Khí hậu ẩm ướt và cận nhiệt đới ở vùng đồng bằng phía nam và chân đồi, ôn hòa trong thung lũng Himalaya bên trong của miền nam và miền trung, và lạnh ở phía bắc, với tuyết quanh năm trên đỉnh Himalaya chính.
Nhiệt độ thay đổi tùy theo độ cao. Nhiệt độ ở Thimphu, nằm ở 2.200 mét (7.218 ft) trên mực nước biển ở phía tây-trung tâm Bhutan, dao động từ 15 đến 26 °C (59.0 đến 78.8 °F) trong mùa gió mùa từ tháng 6 đến tháng 9 nhưng giảm xuống khoảng - 4 và 16 °C (24,8 và 60,8 °F) vào tháng Giêng. Hầu hết các phần trung tâm của đất nước trải qua một khí hậu mát mẻ, ôn hòa quanh năm. Ở phía nam, khí hậu nóng ẩm giúp duy trì nhiệt độ khá đều giữa 15 và 30 °C (59 và 86 °F) quanh năm, mặc dù nhiệt độ đôi khi đạt tới 40 °C (104 °F) trong các thung lũng trong mùa hè.
Lượng mưa hàng năm dao động rộng rãi ở các vùng khác nhau của đất nước. Trong khí hậu khắc nghiệt của miền bắc, chỉ có khoảng 40 mm (1,6 in) lượng mưa hàng năm - chủ yếu là tuyết. Ở các vùng trung tâm ôn đới, trung bình hàng năm khoảng 1.000 mm (39,4 in) là phổ biến hơn, và 7.800 mm (307,1 in) mỗi năm đã được đăng ký tại một số địa điểm ở miền nam cận nhiệt đới ẩm, đảm bảo rừng nhiệt đới dày, hoặc savanna. Thimphu trải qua những tháng mùa đông khô (từ tháng 12 đến tháng 2) và hầu như không có mưa cho đến tháng 3, khi lượng mưa trung bình 20 mm (0,79 in) / tháng và tăng dần sau đó lên mức cao 220 mm (8,7 in) vào tháng 8 với tổng lượng mưa hàng năm gần 650 mm (25,6 in).
Mùa xuân khô thường của Bhutan bắt đầu vào đầu tháng 3 và kéo dài đến giữa tháng Tư. Thời tiết mùa hè bắt đầu vào giữa tháng Tư với thỉnh thoảng có mưa và tiếp tục qua những cơn mưa sớm của cuối tháng Sáu. Gió mùa mùa hè kéo dài từ cuối tháng 6 đến cuối tháng 9 với mưa lớn từ phía tây nam. Thời tiết gió mùa, bị chặn lại từ tiến trình về phía bắc của dãy Himalaya, mang lại mưa lớn, độ ẩm cao, lũ quét và lở đất, và nhiều sương mù, những ngày u ám. Mùa thu, từ cuối tháng 9 hoặc đầu tháng 10 đến cuối tháng 11, sau mùa mưa. Nó được đặc trưng bởi những ngày nắng, sáng và một số tuyết rơi sớm ở độ cao cao hơn. Từ cuối tháng 11 đến tháng 3, mùa đông bắt đầu, với sương giá trên khắp đất nước và tuyết rơi phổ biến ở trên độ cao 3.000 mét (9,843 ft). Gió mùa đông bắc mùa đông mang gió mạnh thổi qua những đèo núi cao.

## Sông băng
Các sông băng ở miền bắc Bhutan, chiếm khoảng 10% tổng diện tích bề mặt trong những năm 1980, là một nguồn nước tái tạo quan trọng cho các con sông của Bhutan. Được cung cấp bởi tuyết tươi mỗi mùa đông và tan chảy chậm trong mùa hè, các sông băng mang hàng triệu lít nước ngọt đến các khu vực Bhutan và hạ lưu mỗi năm. Tuy nhiên, sông băng chảy thêm vào các con sông bị gió mùa, cũng góp phần làm ngập lụt. Khi phong trào băng hà tạm thời chặn dòng chảy sông, các khu vực hạ nguồn có thể bị đe doạ bởi các trận lũ lụt băng trôi (GLOFs), cũng được gọi là jökulhlaups.
Sông băng Bhutan đang tan chảy. Một báo cáo năm 2008 của Liên Hợp Quốc cho rằng do nhiệt độ tăng cao, các sông băng ở Bhutan đã tan với tốc độ 30-40 mét mỗi năm, sẵn sàng làm cho nhiều hồ phá vỡ các nguồn của chúng và chứa hàng triệu gallon nước lũ ở hạ lưu. Trong số nhiều vấn đề liên quan đến khí hậu khác được xác định trong báo cáo đã thúc đẩy hiệp hội khu vực của các bộ trưởng chính phủ thành lập Quỹ Khẩn cấp Y tế Khu vực Đông Nam Á tại Thimphu vào tháng 9/2007. Tương tự, các nước thành viên của Hiệp hội Nam Á vì sự Hợp tác Khu vực (SAARC) đã thông qua các hiệp định song phương bao gồm các biện pháp về biến đổi khí hậu và các sông băng tại hội nghị thượng đỉnh vào tháng 4/2010.
Báo cáo của Liên Hợp Quốc 2008 cũng chỉ ra rằng các sông băng Himalaya sẽ tan chảy trong vòng 25 năm, tuy nhiên Thủ tướng Jigme Thinley đã bày tỏ một viễn cảnh mờ nhạt hơn trong một cuộc họp báo vào cuối tháng 3/2010, nói rằng "Sông băng của chúng tôi đang rút rất nhanh và chúng tôi có lý do để lo lắng rằng thực tế có thể biến mất vào năm 2035, nhưng thậm chí sớm hơn. "

## Hồ
Bhutan là nơi có ít nhất 59 hồ núi tự nhiên cũng như khoảng 2.674 hồ băng; khoảng 25 trong số các hồ băng này là các nguy cơ tiềm ẩn của hồ băng.
Các hồ không băng ở Bhutan có tổng diện tích khoảng 4.250 ha (16,4 dặm vuông). Hầu hết đều nằm trên độ cao 3.500 mét (11.500 ft), và hầu hết không có khu dân cư định cư gần đó, mặc dù nhiều nơi được sử dụng để chăn thả bò và có thể rải rác khu định cư tạm thời.

## Hệ thống sông

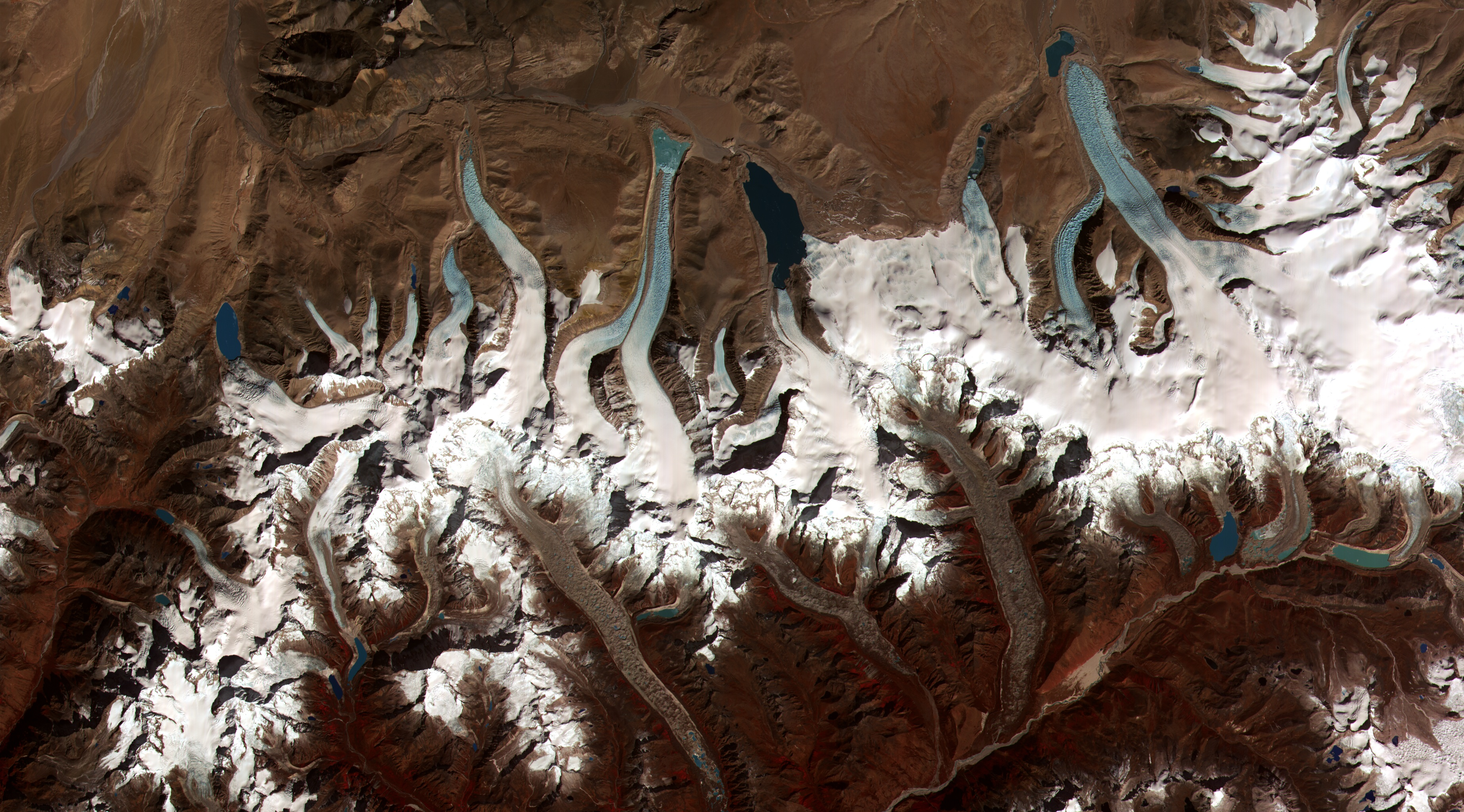
Hình ảnh này cho thấy termini của các sông băng ở Bhutan-Himalaya. Các hồ sông băng đã nhanh chóng hình thành trên bề mặt của các sông băng phủ đầy mảnh vụn trong khu vực này trong vài thập kỷ qua.

Bhutan có bốn hệ thống sông chính: Drangme Chhu; Puna Tsang Chhu, còn được gọi là Sankosh; Wang Chhu; và Amo Chhu. Mỗi dòng chảy nhanh chóng ra khỏi dãy Himalaya, phía nam qua sông Dooars để tham gia sông Brahmaputra ở Ấn Độ, và từ Bangladesh qua Brahmaputra (hoặc Jamuna ở Bangladesh) tham gia vào sông Hằng (hoặc Padma ở Bangladesh) chảy vào vịnh Bengal. Hệ thống sông lớn nhất, Drangme Chhu, chảy về phía tây nam từ bang Arunachal Pradesh của Ấn Độ và có ba nhánh chính: Drangme Chhu, Mangde Chhu và Bumthang Chhu. Những nhánh này hình thành nên lưu vực sông Drangme Chhu, trải rộng trên phần lớn miền đông Bhutan và thoát ra khỏi thung lũng Tongsa và Bumthang. Trong Duars, nơi tám chi lưu tham gia, Drangme Chhu được gọi là Manas Chhu. Sông Puna Tsang Chhu dài 320 km, mọc ở phía tây bắc Bhutan là Mo Chhu và Pho Chhu, được cung nước bởi tuyết từ dãy Himalaya. Chúng chảy về phía Punakha, nơi chúng nối với nhau để tạo thành Puna Tsang Chhu, chảy về phía nam của bang Tây Bengal của Ấn Độ. Các chi lưu của Wang Chhu dài 370 km tăng ở Tây Tạng. Bản thân sông Wang Chhu chảy theo hướng đông nam xuyên qua phía tây-trung tâm Bhutan, chảy qua các thung lũng Ha, Paro và Thimphu, và tiếp tục đi vào Duars, nơi nó đi vào Tây Bengal với tên gọi Raigye Chhu. Hệ thống sông nhỏ nhất, Torsa Chhu, được gọi là Amo Chhu ở phía bắc của nó, cũng chảy ra khỏi Tây Tạng vào thung lũng Chumbi và nhanh chóng qua phía tây Bhutan trước khi mở rộng gần Phuntsholing và sau đó chảy vào Ấn Độ.

## Thung lũng
Các thung lũng của Bhutan nằm xen vào Himalaya bởi các con sông của nó, được cung cấp bởi những trận mưa băng giá và mưa gió mùa. Phần lớn dân số Bhutan tập trung ở các thung lũng và vùng đất thấp, được phân cách bởi các khu vực phía nam Himalaya. Mặc dù hiện đại hóa và phát triển giao thông ở Bhutan, bao gồm hệ thống quốc lộ, đi từ thung lũng này sang thung lũng khác. vẫn còn khó khăn. Các thung lũng phía Tây giáp với Dãy núi Đen ở trung tâm Bhutan, tạo thành một lưu vực sông giữa hai hệ thống sông chính, Mo Chhu (sông Sankosh) và Drangme Chhu. Các thung lũng trung tâm được tách ra từ phía đông bởi dãy núi Donga. Các thung lũng núi cô lập hơn bảo vệ một số nhóm văn hóa và ngôn ngữ khác biệt nhỏ bé.